# Fidena rufibasis
Fidena rufibasis är en tvåvingeart som beskrevs av Krober 1931. Fidena rufibasis ingår i släktet Fidena och familjen bromsar. Inga underarter finns listade i Catalogue of Life.